# 박진솔
박진솔(朴진솔, 1986년 9월 7일 ~ )은 대한민국의 바둑 기사이다.

## 약력
2002년 입단했다. 2002년 제7회 삼성화재배 본선과 2005년 제2회 전자랜드배 왕중왕전 본선에 진출했다. 2008년 제8회 오스람배 본선과 2010년 제15회 삼성화재배 본선, 제1기 KT배 본선, 제54기 국수전 본선에 각각 진출했다. 2013년 6단으로 승단했고 2015년 제43기 하이원리조트배 명인전 본선에 올랐다. 2015년 12월에 7단, 2017년 6월 8단을 거쳐 2019년 1월에 9단으로 승단하였다.